# Juan Espinoza Flores
Juan José Espinoza Flores, conocido como "Chivo Espinoza" (Azuay; 5 de junio de 1979) fue un futbolista (volante) ecuatoriano. Mostrando una gran afición desde pequeño hacia el fútbol, su trayectoria hacia el éxito comienza en 1998 cuando tuvo su primer debut en primera división siendo seleccionado en la Subdivisión 20 del Ecuador. Considerado como el mejor jugador de fútbol de la provincia del Azuay en el 2000, fue el goleador del equipo por nueve años consecutivos, donde llegaba a realizar hasta 11 goles en un solo partido. En el año 2007 tuvo su debut en primera B nacional. Por motivos personales, actualmente sigue disfrutando del fútbol ocasionalmente, siendo ahora el motocross el deporte el cual ha mostrado mayor interés desde el 2013, donde suele participar en carreras nacionales y provinciales.
Nacido en la ciudad de Cuenca y criado por sus padres, Orlando Espinoza, un exitoso gerente de aseguradoras con prestigio a nivel nacional y Eulalia Flores, una estimada profesora de inglés en la Unidad Educativa Rosa de Jesús Cordero. Su abuelo, José Flores Abad fue un diputado, representante de la cámara ecuatoriana-americana y exitoso abogado, fue una persona que ha marcado su vida. Contrajo matrimonio en el año 1998 y un año después nació su primer hijo, José Andrés Espinoza Moscoso. Su segunda hija, Sofía Alejandra Espinoza Moscoso nació en el 2001 y en el 2009 nace su última hija, Isabella Espinoza Moscoso.
A nivel empresarial, Juan Espinoza se destaca por haber formado una empresa en el 2011 dedicada a la intermediación de seguros que por cinco años consecutivos ha sido de la mejor producción del Austro.  
Juan José ha viajado a varias partes del mundo, siendo África el único continente que le falta por recorrer. 

## Trayectoria-Clubes
| Club            | País    | Año       |
| --------------- | ------- | --------- |
| Estudiantes     | Ecuador | 1997-2000 |
| Liga de Cuenca  | Ecuador | 2000-2004 |
| Estudiantes     | Ecuador | 2004-2005 |
| Liga de Cuenca  | Ecuador | 2006-2007 |
| Municipal Cañar | Ecuador | 2007      |
| Estudiantes     | Ecuador | 2008      |
| Tecni Club      | Ecuador | 2009      |
| Liga de Cuenca  | Ecuador | 2010-     |

- Datos: Q5949303